# Mohamed El-Tayar
Mohamed Essam Moustafa El-Tayar, más conocido como Mohamed El-Tayar, (7 de abril de 1996) es un jugador de balonmano egipcio que juega de portero en el HSV Hamburgo. Es internacional con la selección de balonmano de Egipto.
Su primer Mundial con la selección fue el Campeonato Mundial de Balonmano Masculino de 2019.

## Palmarés internacional
| Campeonato Africano  | Campeonato Africano | Campeonato Africano | Campeonato Africano |
| Año                  | Lugar               | Medalla             |                     |
| -------------------- | ------------------- | ------------------- | ------------------- |
| 2022                 | Egipto              | Medalla de oro      |                     |
| Juegos Mediterráneos |                     |                     |                     |
| Año                  | Lugar               | Medalla             |                     |
| 2022                 | Orán                | Medalla de plata    |                     |

## Clubes
| Club                     | País     | Año         |
| ------------------------ | -------- | ----------- |
| Al Ahly                  | Egipto   | 2016 - 2021 |
| SC DHfK Leipzig          | Alemania | 2021 - 2023 |
| HBW Balingen-Weilstetten | Alemania | 2023 - 2024 |
| HSV Hamburgo             | Alemania | 2024 - Act. |